# Paul Hartsaw
Paul Hartsaw (* 1973) ist ein US-amerikanischer Jazzmusiker (Tenorsaxophon, Sopransaxophon, Komposition).

## Leben und Wirken
Hartsaw, der aus dem westlichen Michigan stammt, studierte an der Central Michigan University und der Western Michigan University in Kalamazoo, mit dessen Jazzorchester unter Leitung von Trent Kynaston 1995 und 1996 erste Aufnahmen entstanden. Unterricht hatte er bei  John Nichol und Trent Kynaston. Während seines Studiums erhielt er zahlreiche Solo-, Sektions- und Ensemblepreise von Jazzfestivals nn der University of Notre Dame, Aquinas College, in Detroit, Montreux, der International Association of Jazz Educators (IAJE) und den Annual Student Music Awards des Down Beat, was ihm die Gelegenheit verschaffte, mit namhaften Musikern wie Billy Hart, Mel Tormé, Jon Faddis, John Patitucci, Louis Bellson, Marvin Stamm und John Fedchock aufzutreten. Hartsaw wirkte auch bei dem Album Disposable Income mit dem Western Michigan University Jazz Orchestra mit, das eine Grammy-Nominierung erhielt.
In Chicago arbeitete Hartsaw ab 2000 u. a. im Orchester von Scott Rosenberg (Creative Orchestra Music Chicago 2001) und mit Bill Brimfield in The aSTral teRRa trapeze unit (Caught in the Act).  2004 nahm Hartsaw mit einem Tentett unter seiner Leitung das Livealbum Chicago 2004 auf; Mitwirkende waren u. a. Josh Berman, Jeb Bishop, Nick Broste, Keefe Jackson, Dave Rempis, Jim Baker, Anton Hatwich und Frank Rosaly. Mit Baker, Hatwich und dem Perkussionisten Brahm Fetterman gründete er das Quartett Desiring Machines, mit dem 2005 das Album Is Heaven Secret? entstand. Des Weiteren gehörte er der Formation Ausfegen (mit Kristian Aspelin, Damon Smith, Jerome Bryerton) und der Peter Evans/Weasel Walter Group an. Im Laufe seiner Karriere spielte er auch mit David Boykin, Nathaniel Braddock, Kyle Bruckmann, Tim Daisy, Kevin Davis, Carol Genetti, Frank Gratkowski, Wilbert de Joode, Tobias Kaemmerer, Scott Looney, Mike Reed, Karl E. H. Seigfried, Matt Ulery und William Winant. Im Bereich des Jazz war er laut Tom Lord zwischen 1995 und 2010 an elf Aufnahmesessions beteiligt.
Über Paul Hartsaws Album Matter & Memory (2010) schrieb Mark Corroto in All About Jazz, Hartsaws Spiel ähnle oft dem von Evan Parker.

## Diskographische Hinweise
- Paul Hartsaw & Desiring Machines (September 16, 2003) (2005)
- Trinkets (2007), mit Tobias Kaemmerer, Matt Ulery, Frank Rosaly
- Oakland 2007, mit Ara Anderson, Jacob Lindsay, Phillip Greenlief, Scott Looney, Kristian Aspelin, Damon Smith, Jerome Bryerton,  Aurora Josephson
- Paul Hartsaw / Kristian Aspelin / Damon Smith / Jerome Bryerton: Ausfegen (Dedicated to Joseph Beuys) (Balance Point Acoustics, 2007)
- Paul Hartsaw, Andrew Young, Jerome Bryerton: Matter & Memory (Metastablesound, 2010)
- Paul Hartsaw Quintet: Circuitses mit Ryan Shultz, Jim Baker, Cory Biggerstaff, Damon Short
- Bootleg Series no6 Standards Vol. 1 (Live) Chicago 2006–2008 (ed. 2020), mit Jim Baker, Cory Biggerstaff, Damon Short
- Paul Hartsaw / Damon Smith / Jerome Bryerton: Precipitation of a Decision (Balance Point Acoustics, 2022)